# ナナナ
ナナナは、テレビ東京およびBSテレビ東京（BSテレ東）のマスコットキャラクター。誕生日は7月7日。テレビ東京単体のロゴキャラクターでもあり、「7」の形に曲がった姿がそれにあたる。

## 概要
2013年9月12日、テレビ東京の開局50周年（2014年に迎える）記念キャラクターとしてお披露目された。約130のアイデアの中から同局のデジタルリモコンキーIDである「7」を連想させる事からモチーフはバナナとされた。この時点では正式名称は付けられず、公募で集まった約11,000通の中から「ナナナ」が選ばれ、同年12月23日に発表された。元々はテレビ東京の社員食堂のランチメニュー「Bセット」のデザートだったが、食べられる直前に危機感を感じ、キャラクターに進化した。それから紆余曲折を経てバナナ社員に就任したものである。
通常は喋らないが、『トーキョーライブ22時 〜ニチヨルまったり生放送中〜』出演時のみ会話をすることができ、声はお笑い芸人の博多大吉が担当している。ナナナを動かしているのは博多大吉ではなくGO!皆川である。
ナナナの大きさにはバリエーションがあり、人の身長ほどであったり、肩に乗るほどの身長である。初めて見た出演者に「意外と大きい」と言われる事がある。
赤いチェックのエプロンのようなスカートを着用することもある。頭にスカーフを結んでいたりもする。クリスマスにはサンタではなく、トナカイのコスプレをしていたり、はんてんを着ていた。性別は不明だが一人称は「僕」。
本人曰く「高級品」であり、市販されているバナナは「愚民」と発言したことがある。
何故か博多訛りが時々出たり、理解出来る。他にもプロレスに詳しい。お友達に「ハナナ」がいる。（犬のような生き物で顔の周りに花がライオンのたてがみのようについている）ちなみにハナナは「炊き込み先生」になりたいと思っている。ハナナの声は博多華丸が担当。また、ナナナの後輩という位置づけでドリアンがモデルの「どりやん」がいる。元々、テレビ東京の社員食堂のランチメニュー「Dセット」のデザートだったが、全く売れないことに悔しさを感じ、キャラクターに進化した。その後、ナナナの口利きによって『リトルトーキョーライフ』のアシスタントを務めることになった他、ナナナ役の博多大吉がスケジュールの都合上などで担当しない場合の代役として二回登場した。どりやんの声は川島明が担当。
同局の各種番組イベントに出演しているほか、テレビアニメ『遊☆戯☆王ARC-V』にもゲスト出演した。またそれを記念して、実際に使用できるカードの配布も行われた。テレビ東京開局50周年記念番組の歌番組では、関ジャニ∞とテレビ東京社員と一緒にダンスを披露している。
ナナナの仲間キャラクターとして犬の「ハチ」がおり、仲が良いのだが、ナナナの体を食べたりすることもある。
ナナナの制定をもって、在京キー局および関東地方のテレビ局すべてにマスコットキャラクターが出揃うことになった。
また、2016年7月7日には、虎ノ門の同局本社にて誕生日イベント『ナナナの誕生日〜ありがとう神谷町〜』が開催された。なお、同局本社が同年11月に住友不動産六本木グランドタワーへ移転するのを前に、虎ノ門で行われた最後のイベントとなった。

### BSナナナ
テレビ東京ホールディングスの子会社であるBSジャパン（現・BSテレビ東京、通称BSテレ東）が2015年12月に開局15周年を迎えるのを機に、同年2月26日から2018年9月30日までにナナナに同局のマスコットキャラクター兼任の辞令が降りた、と言う名目で「BSナナナ」としても活躍する事が決まった。この場合は同局のロゴ入りスーツを着用する。なお、BSテレ東のオリジナルマスコットキャラクターには、2023年からびーえするるるが登場している。

## テレビ東京系列局のマスコットキャラクター
- らっぴぃ（テレビ北海道。2024年に創立35周年記念として登場）
- たこるくん（テレビ大阪。2002年に開局20周年記念として登場）
- といろちゃん（テレビ愛知。2008年に開局25周年記念として登場）
- ななちゃん（テレビせとうち。2004年に創立20周年として登場）
- モニ太（TVQ九州放送。2005年に創立15周年記念として登場）
- たいがさん（アニメシアターX。2022年に開局25周年記念として登場）

## ナナナ音頭
2017年8月2日発売の『テレビ東京系「THEカラオケ★バトル」 BEST ALBUM II』に収録。
CD発売時点でのTHEカラオケ★バトルのU-18四天王(堀優衣、佐々木麻衣、鈴木杏奈、竹野留里)が歌唱。2017年7月7日『ナナナのバースデーパーティー』で披露された。